# Karla Suárez
Karla Suárez   (l'Havana, 28 d'octubre de 1969) és una escriptora cubana, graduada en enginyeria informàtica.

## Biografia
De ben petita, va començar a escriure poemes i contes. Va estudiar guitarra clàssica al conservatori "Alejandro García Caturla" de l'Havana, on es va graduar de nivell elemental de música el 1984. Aquella etapa de la seva vida va ser decisiva en la seva formació com a novel·lista.
El 1987 va començar a estudiar enginyeria informàtica. Durant els seus estudis superiors va freqüentar el taller literari de la universitat i va començar a participar en trobades literàries de joves escriptors. L'any 1992 es va graduar d'enginyeria amb una tesi que desenvolupava un programari d'aplicació musical, realitzada al Laboratori Nacional de Música Electroacústica de Cuba. A partir d'aquell moment va començar a treballar com a enginyera.
El 1994 va publicar per primera vegada un conte, "Aniversario", a la Revista Revolución y Cultura (l'Havana). Posteriorment aquest relat va ser portat al teatre i estrenat al Centre Dramàtic de Cienfuegos, el 1996.
El 1998, la Fundació Alejo Carpentier de l'Havana, li va atorgar la Beca de creació Razón de Ser per un projecte de novel·la. Aquell mateix any es va instal·lar a Roma (Itàlia), on va continuar escrivint, a més d'exercir la professió d'enginyera i professora d'informàtica.
L'any 1999 marca l'inici de la seva veritable carrera literària. A Cuba va publicar, a l'editorial Letras Cubanas, el seu primer llibre de contes, Espuma. Els relats "El ojo de la noche" i "En esta casa hay un fantasma", pertanyents a aquest llibre, van ser adaptats per a la Televisió Cubana el 2002.
Aquell mateix any, va obtenir a Espanya el Premi Lengua de Trapo per la seva primera novel·la, "Silencios", amb la qual va ser seleccionada pel diari El Mundo entre els 10 autors novells de l'any 2000. La traducció francesa d'aquesta novel·la va ser finalista del Premi d'Amèrica insular i Guyana Amedée Huyghues Despointes, atorgat a Guadalupe, el 2004. A més, la novel·la va ser adaptada al teatre per la companyia de teatre francesa Peu import el 2010 i al teatre musical per l'agrupació Ecume (Ensemble choral universitaire de Montpeller), també a França el 2013.
El 2003 va traslladar el seu domicili a París (França). Allà ha rebut diverses beques de creació literària, entre elles les que atorguen el Centre National du Livre de París (CNL), la Maison des Écrivains Etragers i els Traducteurs de Saint-Nazaire (Meet), l'Agence Régionale pour l'Écrit et le Livre a Aquitània (ARPEL), a Bordeus i Clermont Communauté, a Clermont-Ferrand.
El 2007, Karla Suárez va ser seleccionada pel Hay Festival i Bogotà Capital Mundial del Llibre entre els 39 escriptors més representatius d'Amèrica Llatina menors de 39 anys.
El 2012, va obtenir el Prix Carbet de la Caraïbe et du Tout-Monde i el Gran Premi del Llibre Insular, a França, per la traducció francesa de la seva novel·la "Habana, año cero".
Les seves novel·les han estat traduïdes a diversos idiomes. Molts dels seus contes han aparegut en antologies i revistes publicades a Anglaterra, els Estats Units, Finlàndia, Islàndia, Polònia, França, Itàlia, Espanya, Cuba i diversos països d'Amèrica Llatina.
A més a més, ha publicat dos llibres de viatges, en col·laboració amb el fotògraf italià Francesco Gattoni, un treball que recull una sèrie de textos autobiogràfics de viatges per Cuba i per Roma. També, en col·laboració amb el fotògraf luxemburguès Yvon Lambert, va publicar un llibre que té la ciutat de l'Havana com a escenari.
Aquests anys ha impartit tallers d'escriptura literària. Ha estat convidada a dictar conferències ia participar a festivals literaris internacionals. Ha estat jurat del Premi Juan Rulfo i ha col·laborat amb diaris de diversos països.
Des del 2009 resideix a Lisboa, Portugal. És l'animadora del club de lectura de l'Instituto Cervantes i professora d'escriptura creativa a l'Escola d'Escriptors de Madrid.
La seva novel·la "El hijo del héroe" va aparèixer el 2017.
El 2019 va obtenir el Premi Iberoamericà Julio Cortázar pel seu relat "El pañuelo".

## Obres

### Novel·les
- 1999: Silencios. Madrid, Editorial Lengua de Trapo, ISBN 84-89618-39-9 / RBA, 2002 (quiosc) / Punt de Lectura, 2008, ISBN 978-84-663-2233-1 (edició de butxaca). Cuba, Letras Cubanas, 2008. (Premi Lengua de Trapo, 1999).
- 2005: La viajera. Barcelona, Roca Editorial, ISBN 84-96284-82-4.
- 2011: Habana año cero. l'Havana, Editorial UNION, 978-959-308-204-4 (Premi Carbet del Carib, 2012 i Gran Premi del Llibre Insular, 2012. França)
- 2017: El hijo del heroe. Barcelona, Corda, ISBN 978-84-947203-3-8.

### Contes
- 1999: Espuma. L'Havana, Editorial Letras Cubanas, ISBN 959-10-0485-0. Colòmbia, Editorial Norma, 2001, ISBN 958-04-7014-6.
- 2001: Carroza para actores. Colòmbia, Editorial Norma, ISBN 958-04-6278-X.
- 2007: Grietas en las paredes (Fotos: Yvon Lambert). Bèlgica, Editorial Husson, ISBN 978-2-916249-22-3.
- 2007: Cuba, els chemins du hasard (Fotos: Francesco Gattoni). França, Editorial Le bec en l'air, ISBN 978-2-916073-26-2.
- 2014: Rome, par-delà les chemins (Fotos: Francesco Gattoni). França, Editorial Le bec en l'air, ISBN 978-2-36744-061-3.